# Nadia Gamal
Nadia Gamal, pseudonimo di Maria Carydias (in arabo نادية جمال‎?; Alessandria d'Egitto, 1937 – Beirut, 1990), è stata una danzatrice e attrice egiziana.
È spesso riconosciuta come la creatrice del moderno stile di danza del ventre.

## Biografia
Nata nel 1937 ad Alessandria d'Egitto da padre greco e madre italo-egiziana, Nadia Gamal inizia ad approciarsi alla danza nel cabaret della madre. Educata al piano e in diversi tipi di danza come il balletto e il tip-tap, inizialmente Nadia Gamal si esibiva in danze popolari europee. A 14 anni ha l'opportunità di esibirsi in danza del ventre in Libano. In seguito a questo debutto, è diventata una danzatrice popolare e ha cominciato a recitare nel cinema egiziano.
Nel 1953, frequenta Shammi Kapoor, noto attore indiano conosciuto in Sri Lanka. Si è esibita anche in numerosi film indiani.
Nel 1968, Gamal divenne la prima ballerina di danza del ventre a partecipare al Festival internazionale di Baalbeck. Si è esibita anche al Teatro dell'Opera del Cairo e ha danzato in presenza di Husayn di Giordania e di Mohammad Reza Pahlavi. Durante la sua carriera, Gamal si è esibita in tournée in Asia, Medio Oriente, Europa, America Latina e Nord America. Nel 1978 e nel 1981 ha insegnato danza a New York. Più tardi, Nadia Gamal ha creato una scuola di danza.
Nel 1990, le è stato diagnosticato un carcinoma mammario e durante la permanenza a Beirut ha contratto una polmonite, per la quale è deceduta.

## Stile e influenze
Gamal era nota per il suo ampio ricorso al floorwork. Ha anche spesso incluso danze beduine, Zaar e il raqs baladi nelle sue esibizioni.

## Filmografia
- Prem Pujari (1970)
- Bazi-e eshgh (1968)
- Bazy-e-shance (1968)
- Mawal al akdam al zahabiya (1966)
- Twenty-Four Hours to Kill (1965)
- Garo (1965)
- Layali al chark (1965)
- Zenubba (1956)
- Mawwal